# Vịt cánh trắng

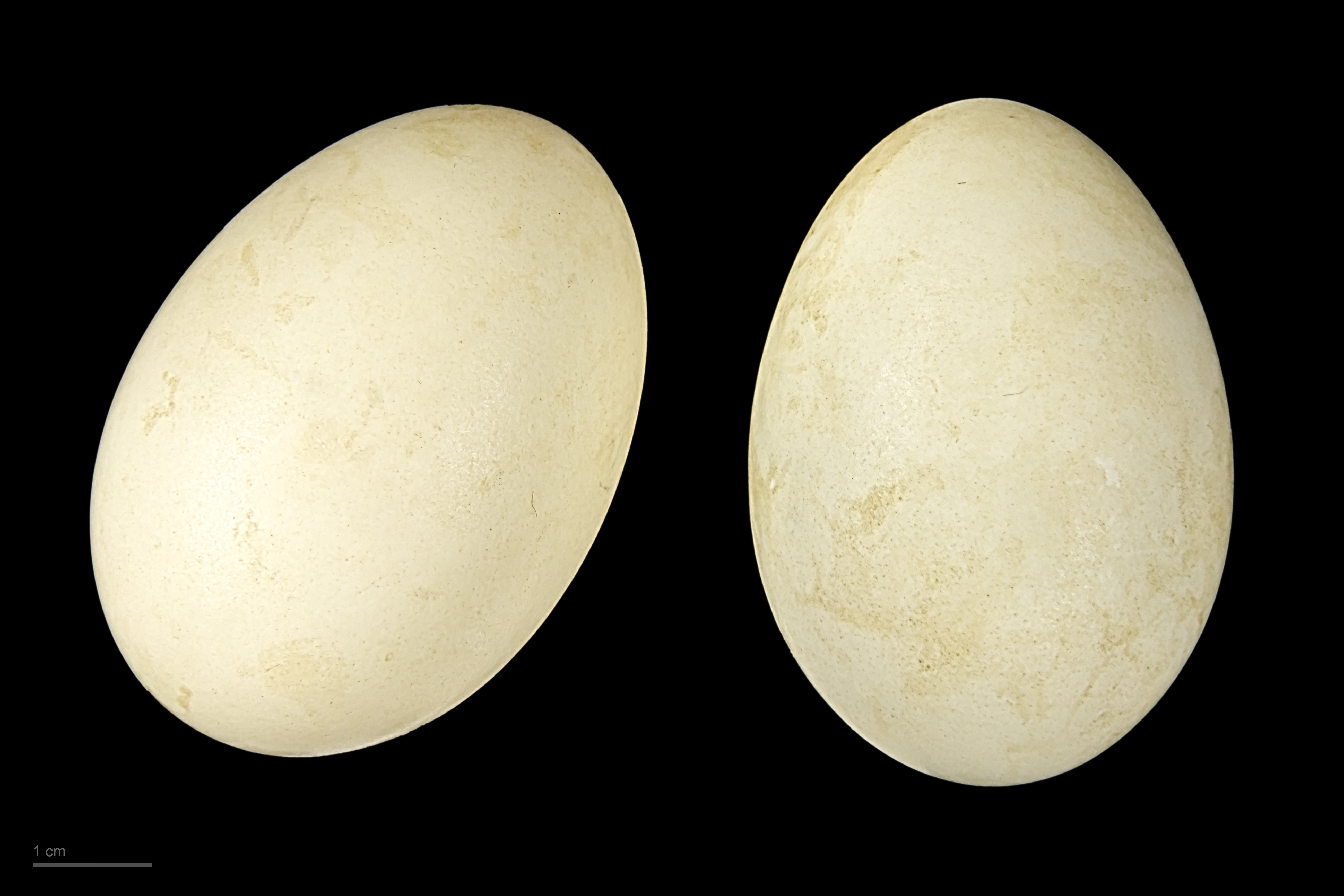
Mareca strepera

Vịt cánh trắng, tên khoa học Anas strepera, là một loài chim trong họ Vịt.